# Fissidens formosanus
Fissidens formosanus är en bladmossart som beskrevs av Noguchi 1952. Fissidens formosanus ingår i släktet fickmossor, och familjen Fissidentaceae. Inga underarter finns listade i Catalogue of Life.